# Arbeitsagogik
Arbeitsagogik ist ein Begriff aus der schweizerischen Berufslandschaft im Sozialbereich, in Deutschland Arbeitserziehung genannt.
Unter Arbeitsagogik versteht man das professionelle Leiten und Begleiten sowie die Verhaltensmodifikation von Menschen in und bei der Arbeit mit dem Ziel, die persönlichen und sozialen Kompetenzen der Betreuten zu fördern. Diese sind aus den verschiedensten Gründen – psychische, körperliche oder geistige Behinderung, Sucht, Dissozialität, Arbeitslosigkeit usw. – vorübergehend oder dauernd nicht in der Lage, in der Wirtschaft zu arbeiten. Die in der Arbeitsagogik vermittelten Schlüsselqualifikationen verhelfen ihnen zu einer selbständigeren Lebensgestaltung und fördern ihre (Wieder-)Eingliederung in Gesellschaft und Arbeitswelt. Arbeitsagogik verbessert damit die Lebensqualität benachteiligter Menschen.

## Begriff
Der Begriff Arbeitsagogik ist zusammengesetzt aus den Begriffen „Arbeit“ und „Agogik“.
Der Begriff ist abgeleitet vom Wort „Sozialpädagogik“, sind doch Arbeitsagogen im Arbeitsbereich tätig, dafür ausgebildet und spezialisiert. Der Ausdruck soll verdeutlichen, dass sie nicht im Wohn- oder allgemeinen Betreuungs-, sondern eben im Arbeitsbereich wirken und die Arbeit selber zugleich ihr wesentliches agogisches Instrument bildet. Das Weglassen des irreführenden Präfixes „päd“ (vom griechischen pais [paidós] „Kind“, „Knabe“) soll klarmachen, dass sich die Klientel nicht aus Kindern, sondern aus Erwachsenen und Jugendlichen zusammensetzt.
In einer umfassenden Untersuchung hat Walter Lanz nachzuweisen versucht, dass diese Art, Arbeit vor allem als Mittel zur persönlichen Förderung der Betreuten einzusetzen, vorwiegend sozialpädagogischer und nicht primär therapeutischer Natur ist. Als Ergebnis dieser Analyse hat er 1993 den bis dahin unbekannten Begriff „Arbeitsagogik“ geschaffen und in die Fachsprache eingeführt, worauf auch die „VAS Vereinigung Arbeitstherapie Schweiz“ ihren Namen in „VAS Vereinigung Arbeitsagogik Schweiz“ geändert und ihre berufsbegleitende Ausbildung zum Arbeitsagogen ins Leben gerufen hat.

## Definitionen
„Arbeitsagogik ist eine begleitende Beziehung, in der eine beruflich kompetente Person versucht, mittels ihrer persönlichen Grundhaltung, sprachlicher Kommunikation und Handlungsanweisungen bei einer betreuten Person eine stabilisierende Wirkung zu erreichen. Ziele sind, die persönlichen und sozialen Kompetenzen zu stärken sowie anzuleiten und zu befähigen, eine bestimmte Arbeit durchzuführen. Die Mittel sind die Rahmenbedingungen der Arbeit, Lernprozesse bei der Arbeit, die Arbeit selber sowie die Arbeitsleistungen beziehungsweise die Produkte der Arbeit“

„Arbeitsagogik ist das gezielte Einsetzen des Mediums Arbeit als Lernfeld und Spiegelbild für die Klientin. Arbeitsagogik ist Prozessbegleitungs-, Führungs- und Beziehungsarbeit. Das Ziel ist die Stabilisierung der Klientin, die Erhaltung und Erweiterung der Handlungskompetenz durch planmässige, individuelle Förderung sowie die positive Verhaltensbeeinflussung, letzlich ihre Integration in die Arbeitswelt.“

## Arbeitsgebiet
Arbeitsagogen fördern und erhalten die Entwicklung ihrer Klienten über die Arbeit. Zu ihren Klienten gehören Menschen, deren Zugang zur Arbeitswelt aus verschiedenen Gründen erschwert ist, z. B. Menschen mit einer Beeinträchtigung, Menschen im Strafvollzug, Menschen mit einer Suchtproblematik, Menschen mit Migrationshintergrund, Jugendliche mit Unterstützungsbedarf, Stellensuchende, Sozialhilfebezüger etc. Die Arbeitsagogen arbeiten vorwiegend in Institutionen und Organisationen, die auf die jeweilige Klientengruppe spezialisiert sind sowie gleichermassen in Unternehmen im Arbeitsmarkt, die entsprechende Klientengruppen beschäftigen. Sie begleiten marktorientierte Arbeitsprozesse unter Berücksichtigung der individuellen Ressourcen und Bedürfnisse der Klienten und leiten Gruppen von Klienten.

## Berufliche Handlungskompetenzen
Arbeitsagogen unterstützen und befähigen Klienten kooperativ darin, sich selbst zu vertreten, ihr Potenzial zu erkennen, sich einzubringen und Lösungen zu finden. Sie führen Abklärungen zur Standortbestimmung durch, legen gemeinsam mit den Klienten individuelle Fördermittel fest und werten sie zusammen aus. Sie leiten die Klienten am Arbeitsplatz an und richten diesen bedürfnisgerecht ein. So unterstützen sie die individuelle Entwicklung der Klienten. Als Mitglied einer Produktions- und Dienstleistungseinheit geben die Arbeitsagogen ihr Agogik-Wissen dem Team, bestehend aus anderen Arbeitsagogen sowie weiteren Fachpersonen, weiter.
Arbeitsagogen verfügen über ausgewiesene Kompetenzen in der Begleitung von Menschen mit Unterstützungsbedarf. Spezielles Augenmerk liegt dabei auch auf dem Leiten von Gruppen von Klienten; so stellen sie die Arbeitsfähigkeit in der Gruppe sicher, klären Konflikte und leiten Gruppenbesprechungen. Zudem nehmen sie die Einsatzplanung und Instruktion der Gruppe vor und führen bei Bedarf Schulungen durch.
Arbeitsagogen bewegen sich professionell im Spannungsfeld von Wirtschaft, Produktion bzw. Dienstleistungserbringung, im Einklang mit den Zielen und Ressourcen der Klienten und der Fördermassnahme bzw. des Entwicklungsauftrags. In Zusammenarbeit mit den Klienten entwickeln sie geeignete Hilfsmittel für anstehende Arbeiten und optimieren die Vorgehensweisen bei Instruktionen etc. Die Arbeitsagogen tragen zum Akquirieren von neuen Aufträgen aktiv bei und stellen deren Abwicklung sicher. Sie erstellen Offerten und entwickeln Ideen für neue Produkte und Dienstleistungen in ihrem Arbeitsbereich für externe Kunden.
Arbeitsagogen arbeiten konstruktiv mit verschiedenen Anspruchsgruppen zusammen, nehmen am Fachaustausch in interdisziplinären Teams teil oder arbeiten in interdisziplinären Projekten zur Entwicklung und Überarbeitung von institutionellen Prozessen mit.
Die Arbeitsagogen zeichnen sich durch einen bewussten Umgang mit den eigenen Ressourcen aus und gestalten die Beziehungen im beruflichen Kontext professionell. Sie beobachten Trends in ihrem Arbeitsbereich und geben gezielt Impulse zur Förderung von Innovationen im eigenen Arbeitsbereich.

## Berufsprofil

### Schlüsseltätigkeiten
Arbeitsagogen unterstützen Menschen mit erschwertem Zugang zur Arbeitswelt, indem sie geeignete Arbeitsarrangements gestalten, die es diesen Menschen ermöglichen, trotz ihrer Beeinträchtigungen eine wertschöpfende oder nutzenstiftende produktive Tätigkeit auszuüben. Sie begleiten und fördern diese Menschen agogisch, damit sie ihre persönlichen, sozialen und beruflichen Kompetenzen nutzen und erweitern können und so eine möglichst selbstbestimmte Lebensgestaltung erlangen. Sie bieten ihnen auf dem Weg der (Re-)Integration in die Arbeitswelt Beratung und Support an.

### Die Arbeit als Mittel
Das wichtigste Instrument der Arbeitsagogik stellt die Arbeit als Tätigkeit dar. Sie verfolgt immer zwei Ziele. Die Arbeit ist nicht nur Ressource zur Schaffung von wirtschaftlichem Mehrwert, sondern gleichzeitig ist sie auch Mittel zur Entwicklung der persönlichen und beruflichen Kompetenzen.

### Handlungskompetenzen im Bereich Produktion
Arbeitsagogen können dank guter Qualifikationen in ihrem Herkunftsberuf gegenüber den Auftraggebern eine qualitativ einwandfreie Produktion und Dienstleistung gewährleisten.
Sie können die erforderlichen Arbeitsprozesse betrieblich so organisieren, dass ihre Mitarbeitenden sie zu bewältigen vermögen.
Sie verstehen es, Tätigkeiten lern- und entwicklungsfördernd zu gestalten.
Sie können ihre Führungsaufgabe als Vorgesetzte auch unter erschwerten Voraussetzungen wahrnehmen.

### Handlungskompetenzen im Bereich Agogik
Arbeitsagogen können die Auswirkungen von sozialen, körperlichen und psychischen Beeinträchtigungen umfassend verstehen und angemessen in das arbeitsagogische Handeln einbeziehen.
Sie beherrschen die Grundlagen des agogischen Denkens und Handelns und können – eingebettet in den Prozess der produktiven Tätigkeit – den agogischen Kreislauf individuell, situationsgerecht und interdisziplinär anwenden.
Sie verfügen über gute kommunikative Kompetenzen, sind beziehungsfähig und können in der Gruppe ihrer Mitarbeitenden eine offene, entwicklungsfördernde und lebensbejahende Atmosphäre schaffen.
Sie verfügen über ein professionelles Rollenverständnis, sind fähig zur Selbstreflexion und nehmen die Verantwortung für ihre persönliche Weiterentwicklung wahr.

### Handlungskompetenzen im Bereich Integration
Arbeitsagogen sind vertraut mit den einschlägigen sozialen und wirtschaftlichen Netzen, können Beziehungen herstellen und nutzen.
Sie sind fähig zu interdisziplinärer Zusammenarbeit innerhalb der Institution, mit dem Netz der Bezugspersonen, mit Beratungsstellen (z. B. IV-Stellen, RAV), mit Betrieben und Verantwortlichen im primären Arbeitsmarkt, mit Behörden und Ämtern sowie mit anderen Fachpersonen des Systems der sozialen Unterstützung.

### Anforderungen
Arbeitsagogen übernehmen eine sehr anspruchsvolle Führungsaufgabe im Spannungsfeld zwischen wirtschaftlichem und sozialem Handeln.
Sie sind vernetzt denkende Persönlichkeiten und verfügen über ausgeprägte soziale und persönliche Kompetenzen, ein positives Selbstkonzept, psychische Belastbarkeit, Reflexions- und Kommunikationsfähigkeit, Kooperations- und Konfliktfähigkeit sowie sehr gute berufliche Fachkompetenzen.

## Ausbildung

### Dauer
- Mindestens 2 Jahre, berufsbegleitend.

### Module
Die fünf Bausteine behandeln die fünf arbeitsagogischen Arbeitsprozesse:
1. Arbeitsagogische Förderprozesse gestalten
2. Arbeitsprozesse organisieren
3. Arbeitsteams anleiten
4. Betriebseinheiten führen
5. Arbeitsintegration unterstützen[6]

### Bildungsanbieter
- Institut für Arbeitsagogik: IfA
- Agogis
- Academia Euregio Bodensee

## Arbeitsagogisches Handlungskonzept

### Modell Dual- und Kernauftrag

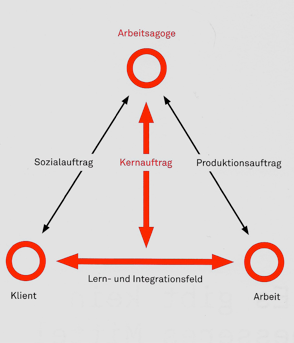

Drei zentrale Elemente stehen im arbeitsagogischen Tätigkeitsfeld in Beziehung zueinander und erzeugen gegenseitige Wechselwirkungen: Der Arbeitsagoge, der Klient und die Arbeit.
Die Wechselwirkungen zwischen Arbeitsagoge und Klient stellen den Sozialauftrag dar, jene zwischen Arbeitsagoge und Arbeit den Produktions- oder Dienstleistungsauftrag. Beide Aufträge zusammen bilden den Dualauftrag.
Die Wechselwirkungen zwischen Klient und Arbeit stellen das zentrale Lern- und Integrationsfeld dar.
Die Verbindung zwischen Arbeitsagoge und der Verbindung Klient – Arbeit stellt den Kernauftrag dar, welcher die optimale Befähigung und Integration des Klienten bewirkt.

### Arbeitsagogische Methoden
Möglichkeiten und Formen der Nutzung des arbeitsagogischen Potenzials sind Forderungen durch Arbeit, Arbeit als Spiegelbild des Klienten, lern- und kompetenzförderliche Arbeitsgestaltung, individuelle Arbeitsarrangements, Schlüsselfunktionen und Ermächtigung.

### Arbeitsagogische Prinzipien
Diese Prinzipien sind als Wegweiser zu verstehen, als Kompass oder Gebrauchsanleitung.
- Das Prinzip des Ressourcenvorteils
- Das Prinzip des massgeblichen Lern- und Entwicklungsstandes
- Das Prinzip Selbsteinschätzung vor Fremdeinschätzung

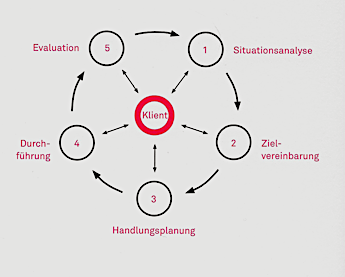

- Das Prinzip Hilfe zur Selbsthilfe
- Das Prinzip der Ganzheitlichkeit
- Das Prinzip der Veranschaulichung
- Das Prinzip der kleinen Schritte
- Das Prinzip des Erfolgs
- Das Prinzip der Übung
- Das Prinzip Fördern durch Fordern
- Das Prinzip der Strukturen
- Das Prinzip der Klarheit

### Arbeitsagogische Prozessgestaltung
Die arbeitsagogische Prozessgestaltung ist ein Regelkreis in fünf Phasen. Sie dient der Planung und Gestaltung des Entwicklungs- oder Förderprozesses des Klienten und ist das zentrale Werkzeug des Arbeitsagogen im Kernauftrag.
1. Analysieren der Ausgangslage: Die Situationsanalyse
2. Vereinbaren sinnvoller Ziele: Die Zielvereinbarung
3. Planen der Vorgehensweise: Die Handlungsplanung
4. Durchführen des Geplanten: Die Durchführung
5. Auswerten des Prozesses und der Ziele: Die Evaluation